# Foveaux-szoros
A Foveaux-szoros (maori nyelven: Te Ara a Kiwa) választja el Új-Zéland harmadik legnagyobb szigetét, a tengerszoros déli oldalán fekvő Stewart-szigetet a nagy Déli-szigettől. Három nagy öböl, a Te Waewae Bay, az Oreti Beach és a Toetoes Bay tagolja északi partját. Itt fekszik Bluff kikötővárosa is. A szoros nyugati bejáratánál a Solander-szigetek helyezkednek el, keleti végén a Ruapuke-sziget fekszik. A szoros körülbelül 130 kilométer hosszú a Kis Solander-szigettől a Ruapuke-szigetig számítva. Szélessége 14 kilométer a Ruapuke-szigetnél és 50 km a Te Waewae-öbölnél. Legnagyobb mélysége nyugatról keletre 120 méterről 20 méterre csökken.
A szoros Új-Zéland kontinentális talapzatán fekszik, és medre a legsekélyebb részeken a legutóbbi jégkorszak idején minden bizonnyal szárazra került.
James Cook Új-Zéland körülhajózása során 1770 márciusában látta a szoros bejáratát, de öbölnek vélte. A tengerszoros európai felfedezője így Owen Folger Smith lett 1804-ben, aki Joseph Foveaux-ről, Új-Dél-Wales akkori kormányzó-helyetteséről nevezte el.
A szorosban jelentős osztrigatermelés folyik már a 19. század utolsó harmada óta.
A szoros vize veszélyes, nehezen hajózható. 1998 és 2012 között összesen 23 halálos áldozatot követeltek a balesetek.
1963-ban a tengerszorost John van Leeuwen 13 óra, 40 perces idővel átúszta.

## Fordítás
- Ez a szócikk részben vagy egészben a Foveaux Strait című angol Wikipédia-szócikk ezen változatának fordításán alapul.  Az eredeti cikk szerkesztőit annak laptörténete sorolja fel. Ez a jelzés csupán a megfogalmazás eredetét és a szerzői jogokat jelzi, nem szolgál a cikkben szereplő információk forrásmegjelöléseként.